# اداره اطلاعات انرژی آمریکا
ادارهٔ اطلاعات انرژی آمریکا (به انگلیسی: U.S. Energy Information Administration EIA) سازمان اصلی سیستم آماری فدرال ایالات متحدهٔ آمریکا مسئول جمع‌آوری، تجزیه و تحلیل و انتشار اطلاعات در بارهٔ انرژی برای ترویج و ترفیع سیاست‌گذاری مستدل، کارآمدی بازارها و درک عمومی از انرژی و تعامل آن با اقتصاد و محیط زیست می باشد. برنامه‌های ادارهٔ اطلاعات انرژی آمریکا زغال سنگ، نفت، گاز طبیعی، الکتریسیته، انرژی‌های تجدیدپذیر و انرژی هسته‌ای را پوشش می‌دهد. ادارهٔ اطلاعات
انرژی آمریکا بخشی از وزارت انرژی ایالات متحده است.
اداره اطلاعات انرژی آمریکا برای جمع‌آوری داده‌ها برنامه‌های جامعی دارد که به کمک آن طیف کاملی از منابع انرژی، کاربرد پایانی آن و وضعیت «جریان انرژی» را پوشش می‌دهد و برنامه‌های کوتاه‌ مدت و بلند مدت داخلی و بین‌المللی را بررسی و تجزیه و تحلیل کرده و گزارش‌های عمیق، پرمحتوا و آموزنده‌ای در بارهٔ آن‌ها ارائه می‌دهد.
ادارهٔ اطلاعات انرژی آمریکا نتیجهٔ داده‌ها، تجزیه و تحلیل‌ها، و گزارش‌های خدماتی خود را منتشر و در اختیار مشتریان و سهامداران و دست‌اندرکاران می‌گذارد. تماس این اداره بیشتر از راه سایت اینترنتی این نهاد و مرکز تماس مشتریان انجام می‌شود.
این اداره که در واشینگتن، دی.سی. قرار دارد و با حدود ۳۷۰ نفر از کارکنان فدرال با بودجهٔ ۱۱۷ میلیون دلاری (سال مالی ۲۰۱۵) اداره می‌گردد.